# Niceta di Apolloniade
Niceta di Apolloniade (fl. VIII-IX secolo) fu un vescovo bizantino, venerato come santo da tutte le Chiese cristiane che ammettono il culto dei santi.

## Agiografia
Di Niceta non si conosce nulla se non quello che scrive il sinassario di Costantinopoli. Era vescovo di Apolloniade (in greco: 'Aπολλωνιάδος) e visse all'epoca delle lotte iconoclaste; per la sua fedeltà al culto delle immagini, subì persecuzioni e l'esilio, dove morì.
Incerta è la localizzazione esatta di Apolloniade. La maggior parte degli studiosi la identificano con la località di Gölyazı sul lago di Uluabat in Turchia, nell'antica Bitinia. In questo caso Niceta sarebbe stato un vescovo della diocesi di Apolloniade. Il martirologio romano invece identifica 'Aπολλωνιάδος con la località di Pojan in Albania, nell'antica Macedonia; in questo caso Niceta sarebbe stato un vescovo della diocesi di Apollonia.
Incerta è anche l'epoca in cui Niceta sarebbe vissuto, o durante il regno di Leone III Isaurico (717-741) oppure durante il regno del suo omonimo Leone V l'Armeno (813-820).

## Culto
Nelle Chiese ortodosse e nella Chiesa cattolica san Niceta è celebrato il 20 marzo. Nel martirologio romano è ricordato con queste parole: